# Archiearides
Archiearides is een geslacht van vlinders van de familie spanners (Geometridae), uit de onderfamilie Archiearinae.

## Soorten
- A. fidonioides Butler, 1882
- A. pusilla Butler, 1803